# Felmay
Felmay è un'etichetta discografica indipendente italiana con sede a Torino fondata da Renzo Pognant Gros e Giuseppe Greppi.

## Storia
È in attività dal 1995. Si occupa principalmente di musica etnica e world di artisti italiani e asiatici in particolare del subcontinente indiano e dell’area medio orientale. Opera in Italia, in Europa e negli USA. 
Ripropone la musica tradizionale italiana in chiave contemporanea spaziando da Nord a Sud comprese le isole. Le affianca nuove produzioni dal vastissimo universo della tradizione orientale e, più raramente, divagazioni jazz, semi rock o escursioni nel mondo dei mantra vedici e himalayani.
Nel corso degli anni ha affiancato alla principale attività di produzione discografica un'attività di distribuzione mettendo a disposizione di altre etichette tra cui Finisterre, Baraban, Sheherazade e a singoli artisti, la propria rete distributiva in Italia e all’estero. Attualmente rappresenta diverse etichette discografiche italiane. È entrata nelle top list di iTunes e Deezer in paesi europei e asiatici come Pakistan, Vietnam, Azerbaigian. Inoltre svolge attività di editoria musicale per artisti sia italiani che stranieri.
Onde è il proprio punto di vendita specializzato a Torino.